# Stygobromus flagellatus
Stygobromus flagellatus é uma espécie de crustáceo da família Crangonyctidae.
É endémica dos Estados Unidos da América.